# マックス・ボーカス
マックスウェル・ジーベン・ボーカス（英語：Maxwell Sieben Baucus、旧姓はエンケ、 1941年12月11日 - ）は、アメリカ合衆国の政治家、外交官。民主党員。通称はマックス・ボーカス。モンタナ州下院議員、同州選出連邦下院議員を歴任後、1978年から2014年までモンタナ州選出連邦上院議員を務め、モンタナ州史上最長任期を務めた連邦上院議員となった。バラク・オバマ大統領により第11代駐中華人民共和国大使に任命され、2014年から2017年までその任に就いた。また、ボーカスは上院財務委員会委員長として、アメリカ合衆国の医療制度改革をめぐる議論に影響力を発揮した。また、税制に関する合同委員会の委員長、交通・インフラストラクチャーに関する小委員会の委員長などの職を歴任した。

## 経歴・人物
1941年12月11日にモンタナ州ヘレナに誕生した。母のジーン・シェリフは、ヘレナのイングランド=ドイツ系アメリカ人の家系に誕生し、実家は裕福な牧場主であった。一方、父のスティーブン・エンケはスタンフォード大学で教授を務めていた人物で、カナダのブリティッシュコロンビア州生まれのドイツ=スコットランド系アメリカ人だった。マックスは2歳になるまでカリフォルニアに住んでいたが、母は父と離婚してヘレナに戻った。その後、母はジョン・J・ボーカスと結婚し、マックスと母はボーカスの姓を名乗った。
ボーカスは1959年にヘレナ高校を卒業後、ミネソタ州のカールトン・カレッジに1年間通い、スタンフォード大学に編入して、1964年に経済学の学士号を取得した。大学卒業後は、スタンフォード大学ロースクールに入学し、1967年に博士 (法学)を取得して卒業した。
1971年、故郷のモンタナ州に戻り、同州の憲法制定会議の事務局長を務めた後、モンタナ州ミズーラに法律事務所を開設した。1972年11月、モンタナ州下院議員に選出され、ミズーラ市選出の州議となった。1974年11月には連邦下院議員に選出され、1976年に再選された。
1978年選挙で上院議員に選出された。しかし、1978年12月15日に民主党のトーマス・リー・ジャッジ州知事によって、ポール・G・ハットフィールド上院議員の辞任による空いた議席を埋めるために上院議員に任命された。その後6期36年に渡って議員を務めたが、2013年に7期目は目指さないと宣言し、2014年選挙への不出馬を表明した。
2013年12月26日、バラク・オバマ大統領はボーカスを在中国大使に指名する意向を発表し、2014年1月7日にボーカスの指名を上院に提出した。1月28日、上院外交委員会がボーカスの指名に関する公聴会を開催。2月4日に正式に上院に報告され、2月6日に96–0の投票で満場一致で承認された。3月20日に正式に着任した。
ドナルド・トランプ大統領がアイオワ州のテリー・ブランスタッド知事を次期在中国大使に指名したため、ボーカスは2017年1月に大使を離任した。
2019年5月までアリババグループの諮問委員会を務めていた。

## 政治的立場
ボーカスは上院の民主党員としては保守的な傾向があり、税金、環境、ヘルスケア、銃規制の問題で頻繁に党の主要派と対立してきた。
2002年12月、アメリカ自由人権協会は公民権に関する様々な投票記録に基づき、ボーカスの評価を60％としている。

### LGBTの権利
2006年、ヒューマン・ライツ・キャンペーン（HRC）は、同性愛者の権利に対する投票記録に基づき、ボーカスに67％の総合評価を与えた。
1996年に結婚防衛法（DOMA）に賛成した。DOMAでは連邦における同性結婚が禁止され、ある州で行われた同性結を他の州が承認する義務がないことを規定しており、結婚は独身男性と独身女性の間のものと定義されている。しかし、2004年には同性婚を禁止する憲法改正案に反対票を投じ、2012年6月には明確に同性婚を支持する発言をしている。また、性的指向に基づく雇用差別やヘイトクライムを抑制するための施策を支持した。2010年のDADT法の廃止には賛成票を投じた。

### 銃規制
モンタナ州は全米でも有数の銃保有率を誇る州であり、銃規制に否定的な州の一つとして知られている。しかし、1994年にボーカスはダイアン・ファインスタイン上院議員（カリフォルニア州）のアサルト・ウェポン禁止法案に賛成票を投じた。同法はアサルト・ウェポンとして定義されるライフル等の攻撃用銃火器の規制を強化する法案であった。同法への賛成票が影響したためか、直後の1996年選挙でボーカスは共和党の対立候補と接戦の末の勝利となった。1999年、ボーカスは、「銃器展示会での銃器販売を規制する」というフランク・ローテンバーグ上院議員の修正案に民主党議員では唯一反対票を投じた。2013年には、銃購入者の身元調査を拡大するためのマンチン・トゥーミー修正案に反対した。同法はオバマ大統領肝いりの法案であったが、共和党議員が反対票を投じたほか、ボーカスを含め銃保有率の高い州代表の民主党議員が5人造反したため、54対46で否決された。

### 経済問題

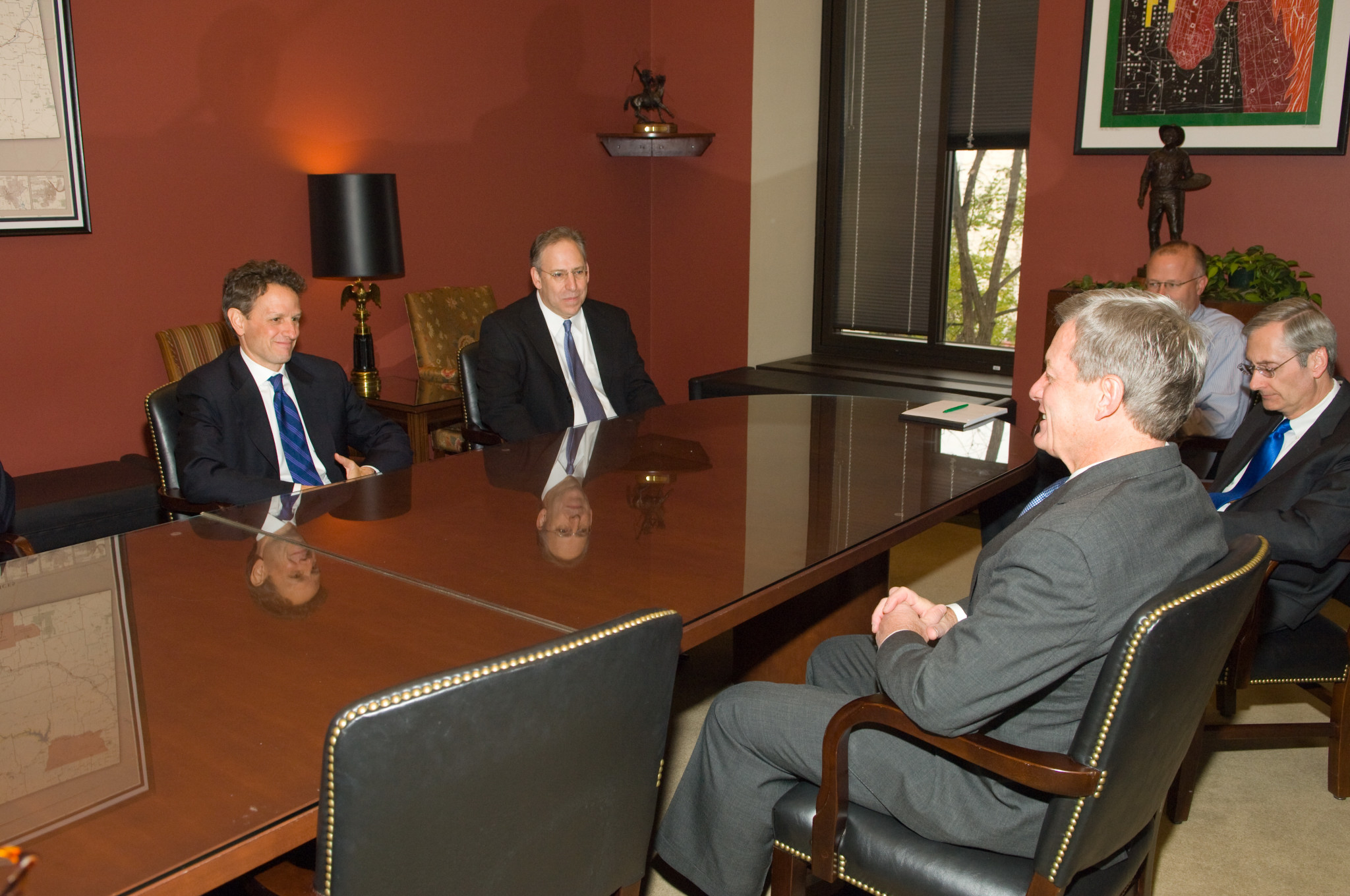
ボーカス (手前の人物)と財務長官候補のティモシー・ガイトナーとの会談(奥側左)

米国商工会議所は、ボーカスをビジネスの擁護者として74％の評価を与えている。2001年7月には個人破産のルールを制限し、2005年3月には破産申請者に対する手段テストや制限を盛り込むなど、債務者にとって破産申請がより困難になるような投票を2度行っている。
2005年3月、ボーカスは、米国内の雇用を海外に委託している企業を優遇する税制上の補助金の廃止に反対しました。2007年1月4日には、ウォール・ストリート・ジャーナル紙の社説で、ジョージ・W・ブッシュ大統領の国際貿易取引に関するファストトラック権限の更新を民主党に要求した。これを受けて、モンタナ州上院議会は「時代遅れのファストトラック制度に代わるものを創設するよう米国議会に求める」との決議を44対6で可決した。
2011年8月9日、ハリー・リード上院院内総務は、ボーカスを米国議会の赤字削減に関する合同特別委員会の委員に任命した。

### 外交問題

#### キューバ
ボーカスは上院議員として、アメリカ合衆国の対キューバ禁輸措置や渡航制限に反対してきた。

#### イラク戦争
2002年のイラク決議(イラクに対する軍事力行使の承認決議)に賛成した。ジョン・ケリー上院議員が提出した、イラクからの戦闘要員の撤退期限を明確にする修正案には、民主党議員の大半とともに反対した。
2006年7月29日、ボーカスの甥で海兵隊に所属していたフィリップ・E・ボーカスが、イラク・アンバール県での戦闘中に28歳の若さで死亡した。フィリップは、モンタナ州ウルフクリークに住んでおり、第1海兵遠征軍第1海兵師団第3軽装甲偵察大隊に所属していた。
2007年1月10日、ブッシュ大統領がイラクでの兵力増強計画について演説した日、ボーカスは軍備増強に反対し、米軍の段階的撤退を求めた。

#### イスラエル
ボーカスは、1989年以降、親イスラエル政治行動委員会（PAC）から上院で最も献金を受けており、550,589ドルを受け取っている。

### 医療保険制度改革
バラク・オバマ大統領は保険制度改革を内政の最重要政策として掲げており、無保険者の減少を図るべく国民の保険加入を義務付ける医療保険改革法案を2010年3月に成立させた。同法案の成立にボーカスは大きな貢献を果たしたとされる。しかし、ボーカスはオバマケアの安価な健康保険の提供という趣旨自体には賛成していたものの、同法の内容が中小企業の経営者に悪影響を及ぼしかねないとして極めて批判的発言を行っている。
ボーカスは第111議会で上院財政委員会委員長として、医療保険制度改革に取り組んだ。当時、上院は民主党が51議席、共和党が47議席、民主党系の無所属が2議席と、与党民主党は過半数ぎりぎりの状況であった。そんな中でボーカスは製薬会社や保険会社、健康維持機構や病院の経営者などの利害関係者を集め、医療保険制度改革を議論する最初の上院会議を招集した。しかし、この会議には単一支払者制度(en)を支持するグループが会議に召集されていなかったため、批判的な声が上がった。ボーカスは単一支払者制度に対して極めて否定的な態度を取り続け、公聴会の証人から同制度の支持者を排除した。2009年5月にはこれを受けた単一支払者制度派の医師や活動家が議場で抗議活動を行ったため、計13人が逮捕されている。一方、ボーカスは6月に単一支払者制度の除外は間違いだったと認めた。これは単一支払者制度を選択肢から外すと、声の大きい有権者が離れ、オバマ大統領が提案した、民間保険会社と競合する公的医療保険制度が最もリベラルな立場になってしまったからであった。
ボーカスが保険制度改革において主導権を握れたのは2つの理由がある。一つはボーカスが中道的な立場にいたことである。保険政策において、漸進的な政策を選択したため、共和党からの協力を比較的得やすかったと言われている。二つ目は他に適任者がいなかったことである。上院保険委員会委員長で、40年以上に渡って健康保険問題に取り組んできたエドワード・ケネディは2008年5月に脳腫瘍と診断され、2009年当時は療養中で議会を欠席していた。療養中のケネディの代理を務めていたクリストファー・ドッドはよりリベラルな法案を支持しており、共和党からの支持が得られなかった。また、ボーカスと保険問題で対立していた元上院院内総務のトム・ダシュルはオバマ政権下で保健福祉長官への就任が噂されていたが、過去の所得税の納税漏れが発覚したことが原因で同職への就任を自ら辞退することとなり、主導権を握れなかった。
一方でボーカスは、健康保険業界や製薬業界とのつながりを批判されており、これらの業界からの多数の選挙資金を受けとっていた。Center for Responsive Politicsの調査では、2003年から2008年にかけて、ボーカスは医療分野から3,973,485ドルを受け取っていたとされる.。これが利益相反に当たるのではないかとの声も上がったため、ボーカスは2009年7月1日、医療関連の政治活動委員会から新たな政治資金を受け取らないとの宣言し、将来的な医療業界からの献金再開を否定した。一方で、2009年7月1日以前に医療業界の利害関係者から受け取った数百万ドルを返還することを拒否した。しかし、2009年7月、ボーカスが自ら定めたモラトリアム条件に違反して医療業界から追加の資金を受け取っていたことを監視団体が発見し、ボーカスはこれらの資金を返還することになった。